# Nestorbeker (Pithekoussai)

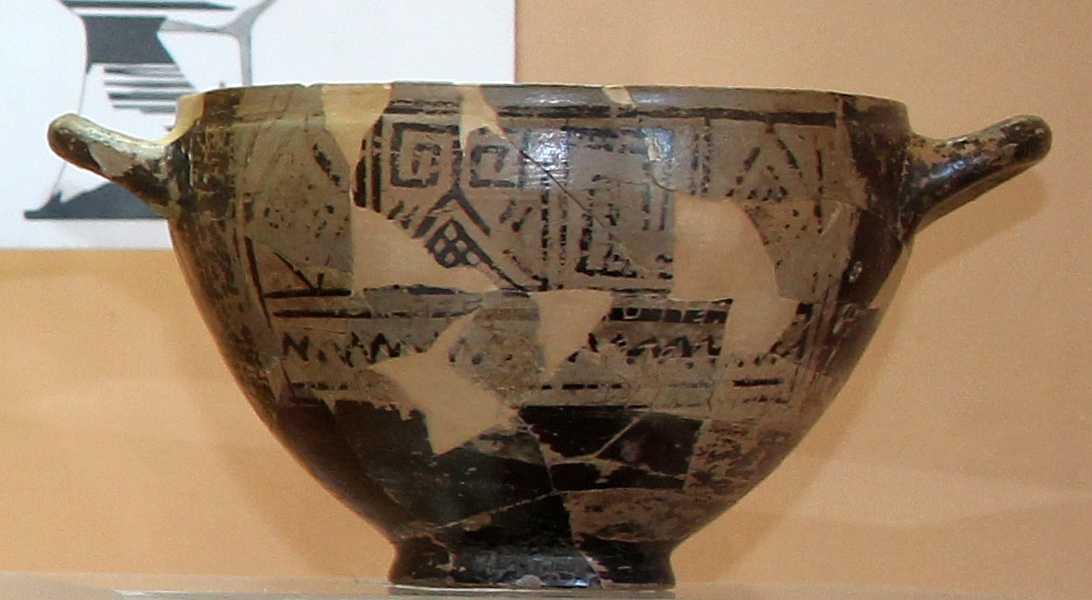
De Nestorbeker in het Museo archeologico di Pithecusae

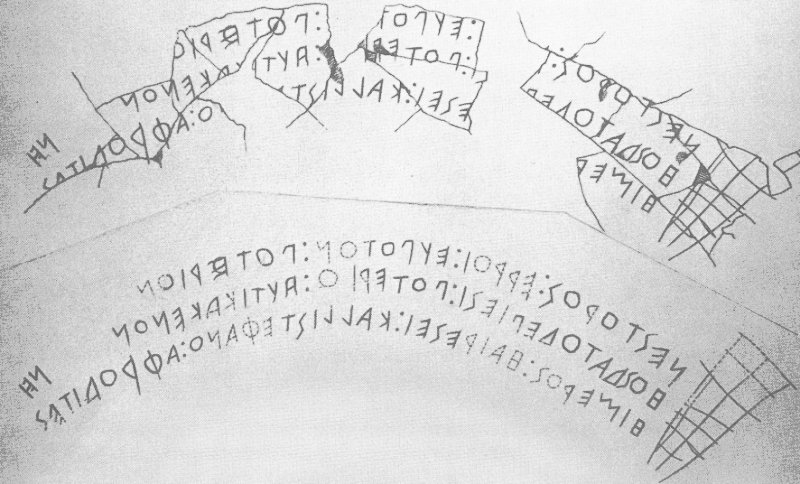
Tekening van de inscriptie met een voorgestelde reconstructie eronder

De Nestorbeker van Pithekoussai is een wijnbeker uit de late 8e eeuw v.Chr. die in 1954 werd ontdekt in Lacco Ameno op het Italiaanse eiland Ischia. Hij draagt een inscriptie van drie regels, die behoort tot de oudste bewaard gebleven teksten in het Griekse alfabet. De vermeldingen van de mythologische figuren Nestor en Afrodite plaatsen de beker in de context van de epische poëzie.

## Beschrijving
Het drinkvat van het type skyfos of kotyle is gemaakt op Rhodos (ca. 730-710 v.Chr) en gedecoreerd in de late geometrische stijl. Het werd in 1954 opgegraven in een crematiegraf in het antieke Pithekoussai (nu Lacco Ameno). De menselijke resten in het graf worden toegeschreven aan minstens drie volwassenen van verschillende leeftijden. De grafgoederen werden ritueel gebroken en op de brandstapel gegooid.
Een inscriptie van drie regels is op de zijkant van de beker gekrast, nadat hij uit de pottenbakkersoven kwam. Ze wordt na de Dypilon-inscriptie als de oudste in het Griekse alfabet beschouwd. Het gebruikte alfabet is de Euboeïsche variant. Zeer uitzonderlijk zijn alle regels van rechts naar links geschreven. Een dubbele punt wordt gebruikt als interpunctie. Het gebruik van hexameters refereert aan de homerische heldendichten. Misschien wordt specifiek op een passage uit de Ilias gealludeerd, maar door de oraliteit en het verlies van de rest van de Epische Cyclus blijven ook andere mogelijkheden open.
De tekst, die associaties met symposia en erotiek oproept, laat zich met enige onzekerheden als volgt reconstrueren:
| ΝΕΣΤΟΡΟΣ : Ẹ[Μ]Ị : ΕΥΠΟΤ[ΟΝ] : ΠΟΤΕΡΙΟṆ               | Ik ben de heerlijke beker van Nestor                         |
| ΗΟΣ Δ' Α<Ν> ΤΟΔΕ ΠΙEΣΙ : ΠΟΤΕΡΙ[Ο] : ΑΥΤΙKΑ ΚΕΝΟΝ {N} | Wie uit deze beker drinkt zal spoedig in de greep geraken    |
| ΗΙΜΕΡΟΣ ΗΑΙΡΕΣΕΙ : ΚΑΛΛΙΣΤE[ΦΑ]NΟ : ΑΦΡΟΔΙΤEΣ         | van de begeerte van Afrodite, de met schoonheid gekroonde[1] |

## Voetnoten
1. ↑  Irene Vallejo, Papyrus. Een geschiedenis van de wereld in boeken, 2021, p. 141